# IC 3987
IC 3987 — галактика типу E (еліптична галактика) у сузір'ї Гончі Пси.
Цей об'єкт міститься в оригінальній редакції індексного каталогу.